# Tribunal administratif de l'Organisation internationale du travail
Le Tribunal administratif de l'Organisation internationale du travail (TAOIT) est le tribunal administratif devant lequel les employés et employeurs d'organisations internationales règlent leurs différends.

## Description
Les langues de travail de l'organisation sont le français et l'anglais.

## Organisations affiliées
En novembre 2020, les 57 organisations suivantes étaient affiliées au système du TAOIT et reconnaissaient sa compétence.
- Organisation internationale du Travail (OIT), y compris le Centre international de formation
- Organisation mondiale de la santé (OMS), y compris l'Organisation panaméricaine de la santé (OPS)
- Union internationale des télécommunications (UIT)
- Organisation des Nations Unies pour l'éducation, la science et la culture] (UNESCO)
- Organisation des Nations Unies pour l'alimentation et l'agriculture (FAO), y compris le Programme alimentaire mondial (PAM)
- Organisation européenne pour la recherche nucléaire (CERN)
- Organisation mondiale du commerce (OMC)
- Agence internationale de l'énergie atomique (AIEA)
- Organisation mondiale de la propriété intellectuelle (OMPI)
- Organisation européenne pour la sécurité de la navigation aérienne (Eurocontrol)
- Union postale universelle (UPU)
- Organisation européenne pour des recherches astronomiques dans l'hémisphère austral (ESO)
- Association européenne de libre-échange (AELE)
- Union interparlementaire (UIP)
- Laboratoire européen de biologie moléculaire (LEBM)
- Organisation mondiale du tourisme (OMT)
- Organisation européenne des brevets (OEB)
- Centre africain de formation et de recherche administratives pour le développement (CAFRAD)
- Centre international d'enregistrement des publications en série (CIEPS)
- Office international des épizooties (OIE)
- Organisation des Nations Unies pour le développement industriel (ONUDI)
- Organisation internationale de police criminelle (Interpol)
- Union internationale pour la protection des obtentions végétales (UPOV)
- Conseil de coopération douanière (CCD)
- Cour de justice de l'Association européenne de libre-échange y compris l'Autorité de surveillance de l'Association européenne de libre-échange
- Organisation internationale pour les migrations (OIM)
- Centre international pour le génie génétique et la biotechnologie
- Organisation pour l'interdiction des armes chimiques (OIAC)
- Organisation hydrographique internationale (OHI)
- Conférence de la Charte de l'énergie
- Fédération internationale des Sociétés de la Croix-Rouge et du Croissant-Rouge
- Commission préparatoire de l'Organisation du Traité d'interdiction complète des essais nucléaires (CTBTO PrepCom)
- Organisation européenne et méditerranéenne pour la protection des plantes (OEPP)
- Institut international des ressources phytogénétiques (IPGRI)
- Institut international pour la démocratie et l’assistance électorale (International IDEA)
- Cour pénale internationale (CPI)
- Conseil oléicole international (COI)
- Centre consultatif sur la législation de l'OMC
- Organisation des Etats d'Afrique, des Caraïbes et du Pacifique (OEACP)
- Organisation européenne de télécommunications par satellite (EUTELSAT)
- Organisation internationale de métrologie légale (OIML)
- Organisation internationale de la vigne et du vin (OIV)
- Centre Sud
- Organisation internationale pour le développement des pêches en Europe centrale et orientale (EUROFISH)
- Bureau international des poids et mesures (BIPM)
- Organisation internationale ITER pour l'énergie de fusion (Organisation ITER)
- Fonds mondial de lutte contre le sida, la tuberculose et le paludisme
- Centre international d'études pour la conservation et la restauration des biens culturels (ICCROM)
- Fonds fiduciaire mondial pour la diversité des cultures (Fonds fiduciaire)
- Organisation du Système CGIAR
- Centre d'excellence en finance (CEF)
- Fonds mondial pour l'engagement de la communauté et la résilience (GCERF)
- Fonds vert pour le climat (GCF)
- Bureau de recherche macroéconomique de l'ASEAN+3 (AMRO)
- Global Green Growth Institute (GGGI)
- Organisation internationale du cacao (ICCO)
- Communauté du Pacifique (CPS)

## Anciennes organisations affiliés
Les 9 organisations suivante ont quitté le système du TAOIT.
- Organisation météorologique mondiale (OMM) (jusqu'au 31 octobre 2017)
- Conseil intergouvernemental des pays exportateurs de cuivre (CIPEC) (jusqu'en 1992)
- Organisation intergouvernementale pour les transports internationaux ferroviaires (OTIF) (jusqu'au 13 mars 2018)
- Fonds international de développement agricole (FIDA) (jusqu'au 31 mars 2020)
- Service international pour la recherche agricole nationale (ISNAR) (jusqu'au 14 juillet 2004)
- Agence de coopération et d'information pour le commerce international (ACICI) (jusqu'au 13 mars 2018)
- Centre pour le développement de l'entreprise (CDE) (jusqu'au 15 mars 2017)
- Cour permanente d'arbitrage (CPA) (jusqu'au 1er novembre 2016)
- Centre technique de coopération agricole et rurale (CTA) (jusqu'au 30 octobre 2018)

## Juges
En juin 2020, les juges du tribunal étaient les suivants
- Patrick Frydman, président
- Dolores M. Hansen, vice-président
- Giuseppe Barbagallo
- Michael Francis Moore
- Hugh Anthony Rawlins
- Fatoumata Diakité
- Yves Kreins

## Jugements
Le 12 août 2019, le TAOIT avait rendu 3900 jugements. Les organisations engendrant le plus de jugements sont les suivantes
| Abréviation | Nom                                                                       | Nombre de décisions |
| ----------- | ------------------------------------------------------------------------- | ------------------- |
| EPO         | Organisation européenne des brevets (European Patent Organisation)        | 884                 |
| WHO         | Organisation mondiale de la santé                                         | 503                 |
| ILO         | Organisation internationale du travail                                    | 370                 |
| FAO         | Organisation des Nations unies pour l'alimentation et l'agriculture       | 365                 |
| Eurocontrol | Organisation européenne pour la sécurité de la navigation aérienne        | 273                 |
| UNESCO      | Organisation des Nations unies pour l'éducation, la science et la culture | 254                 |
| ITU         | Union internationale des télécommunications                               | 169                 |

## Affaires notables
En 2002, les États-Unis convoquent une session extraordinaire de la Conférence des États Parties de l'Organisation pour l'interdiction des armes chimiques (OIAC) afin de demander la révocation de José Bustani, alors directeur général de l'OIAC. Bustani est révoqué à l'issue du vote, tenu le 22 avril 2002 : 48 États ayant voté pour, 7 contre et 43 s'étant abstenus,. Par la suite, Bustani accuse les États-Unis d'avoir provoqué sa destitution parce qu'il était parvenu à convaincre Saddam Hussein de ratifier la Convention sur l'interdiction des armes chimiques, ce qui impliquait l'inspection de l'arsenal irakien par les enquêteurs de l'OIAC et aurait contrarié le projet américain d'une invasion de l'Irak,. Il porte aussi plainte devant le Tribunal administratif de l'Organisation internationale du travail, qui, par un jugement du 16 juillet 2003, annule la révocation et condamne l'OIAC à des compensations pour dommages matériels et moraux. Bustani ne cherche pas à être réinstallé dans ses fonctions.